# Aeroportul Selawik
Aeroportul Selawik (IATA: WLK, ICAO: PASK, FAA LID: WLK) este un aeroport din Alaska, Statele Unite ale Americii ce deservește zona Selawik⁠(d). Aeroportul a fost tranzitat în 2019 de 10.346 de pasageri. A fost numit după zona deservită.
Situat la o altitudine de 5 m, aeroportul dispune de 2 piste. Este operat de Alaska Department of Transportation & Public Facilities⁠(d).

## Infrastructură

### Piste
Aeroportul dispune de 2 piste. Pista 04/22 are suprafața de pietriș și dimensiunile 3.002 picioare × 60 picioare. Pista 09/27 are suprafața de pietriș și dimensiunile 2.659 picioare × 60 picioare. 